# Magny-lès-Jussey
Magny-lès-Jussey ist eine französische Gemeinde im Département Haute-Saône in der Region Bourgogne-Franche-Comté.

## Geographie
Magny-lès-Jussey liegt auf einer Höhe von 270 m über dem Meeresspiegel, sieben Kilometer ostnordöstlich von Jussey und etwa 29 Kilometer nordwestlich der Stadt Vesoul (Luftlinie). Das Dorf erstreckt sich im nördlichen Teil des Departements, an einem nach Süden geneigten Hang der Höhe des Bois Lajux, über dem Tal des Ruisseau de la Sacquelle östlich des Saônetals.
Die Fläche des 9,31 km² großen Gemeindegebiets umfasst einen Abschnitt in der leicht gewellten Landschaft östlich des oberen Saônetals. Von Norden nach Süden wird das Gebiet von der Alluvialniederung des Ruisseau de la Sacquelle durchquert, der für die Entwässerung zur Saône sorgt. Die Talebene liegt durchschnittlich auf 230 m und weist eine Breite von maximal einem Kilometer auf. Landwirtschaftliche Nutzung herrscht hier vor. Flankiert wird die Niederung auf beiden Seiten von Hochflächen, im Westen von der Hochfläche von Magny (297 m), im Nordwesten von der Waldhöhe des Bois Lajux, welche die Täler von Sacquelle und Saône trennt. Mit 330 m wird hier die höchste Erhebung von Magny-lès-Jussey erreicht. Im Osten verläuft die Grenze auf der bewaldeten Hochfläche des Mont aux Pies (bis 320 m). In geologisch-tektonischer Hinsicht besteht das Gelände aus einer Wechsellagerung von sandig-mergeligen und kalkigen Sedimenten, die zur Hauptsache während der Lias (Unterjura) abgelagert wurden. An einigen Orten tritt Muschelkalk aus der Trias zutage.
Nachbargemeinden von Magny-lès-Jussey sind Ormoy im Norden, Saponcourt und Venisey im Osten, Tartécourt im Süden sowie Cendrecourt im Westen.

## Geschichte
Erstmals urkundlich erwähnt wird Magny im Jahr 1287. Im Mittelalter gehörte das Dorf zur Freigrafschaft Burgund und darin zum Gebiet des Bailliage d’Amont. Es bildete den Mittelpunkt einer eigenen kleinen Herrschaft. Während des Dreißigjährigen Krieges wurde Magny 1637 geplündert und gebrandschatzt und 1641 von Truppen unter dem Grafen von Grancey verwüstet. Zusammen mit der Franche-Comté gelangte das Dorf mit dem Frieden von Nimwegen 1678 definitiv an Frankreich. Heute ist Magny-lès-Jussey Mitglied des Gemeindeverbandes Hauts du Val de Saône.

## Bevölkerung
| Jahr                       | 1962 | 1968 | 1975 | 1982 | 1990 | 1999 | 2006 | 2019 |
| Einwohner                  | 193  | 177  | 188  | 147  | 138  | 123  | 93   | 98   |
| Quellen: Cassini und INSEE |      |      |      |      |      |      |      |      |

Mit 95 Einwohnern (1. Januar 2022) gehört Magny-lès-Jussey zu den kleinsten Gemeinden des Départements Haute-Saône. Während des gesamten 20. Jahrhunderts nahm die Einwohnerzahl kontinuierlich ab (1881 wurden noch 487 Personen gezählt).

## Sehenswürdigkeiten
Die Kirche Saint-Seine (St. Sequanus) wurde um 1840 im klassizistischen Stil neu erbaut. Zur reichen Ausstattung gehören die Kanzel von 1729, Mobiliar aus dem 18. und 19. Jahrhundert, ein reich skulptierter Altar (18. Jahrhundert) aus dem Kloster Cherlieu sowie Statuen aus dem 17./18. Jahrhundert.
Der Ortskern ist geprägt durch verschiedene Häuser aus dem 17. und 18. Jahrhundert, die den traditionellen Stil der Haute-Saône zeigen. Zu den weiteren Sehenswürdigkeiten zählen das ehemalige Schloss, das Lavoir aus dem 19. Jahrhundert, das einst als Waschhaus und Viehtränke diente, sowie eine rund 500 Jahre alte Eiche mit einem Stammumfang von acht Metern.

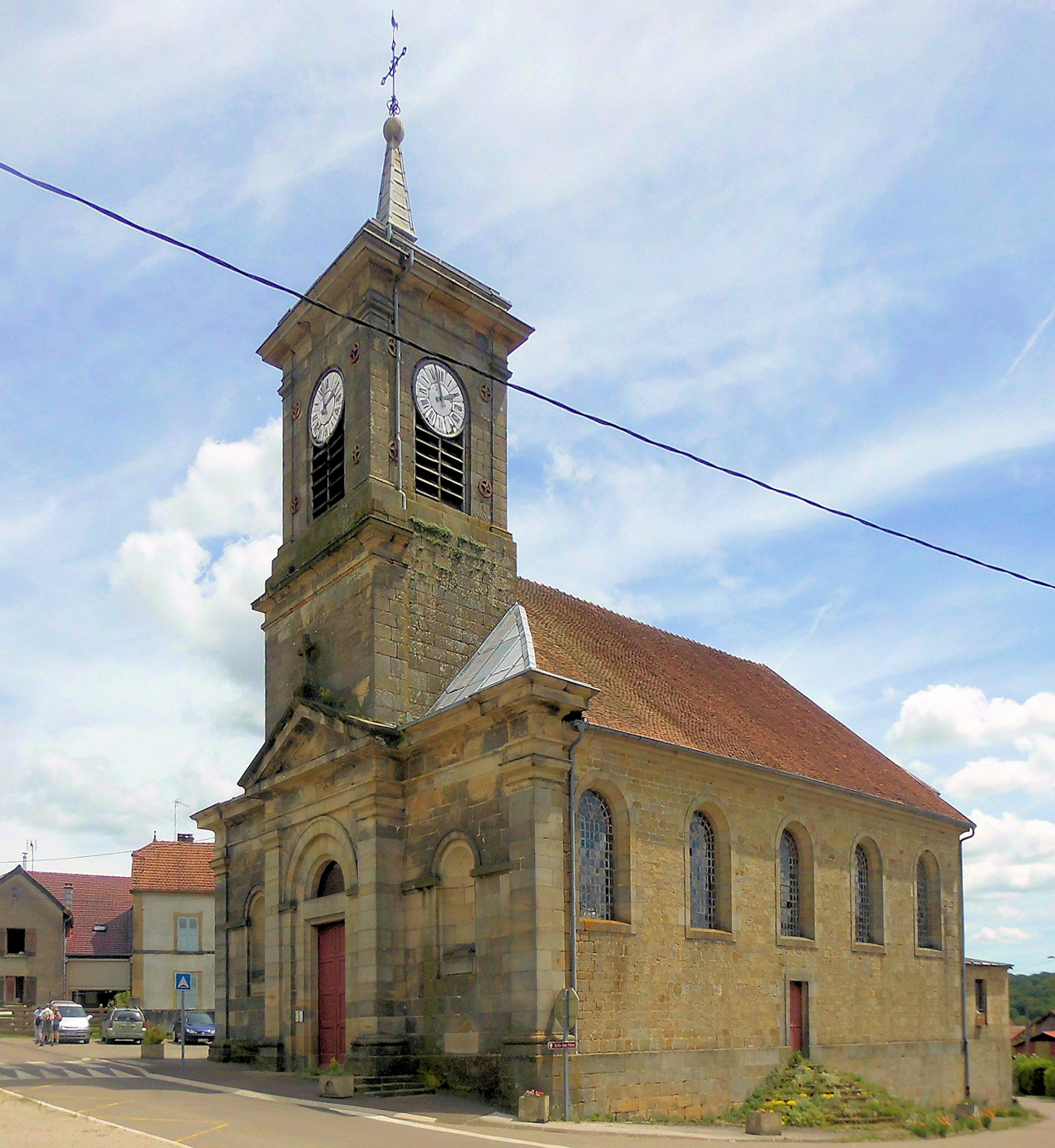
Kirche Saint-Seine
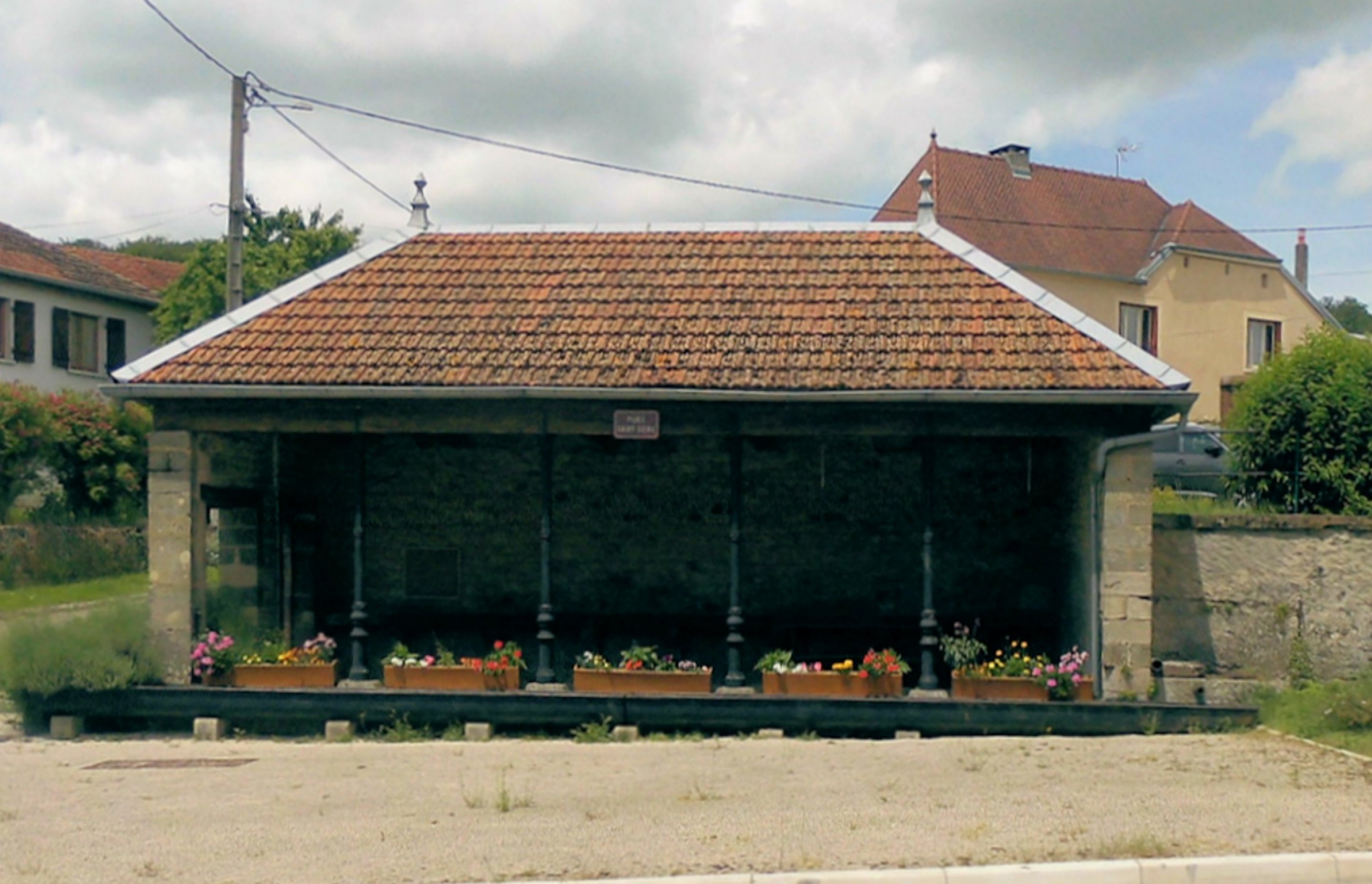
Ehemaliges Waschhaus (Lavoir)

## Wirtschaft und Infrastruktur
Magny-lès-Jussey ist noch heute ein vorwiegend durch die Landwirtschaft (Ackerbau, Weinbau und Viehzucht) und die Forstwirtschaft geprägtes Dorf. Außerhalb des primären Sektors gibt es nur wenige Arbeitsplätze im Ort. Viele Erwerbstätige sind deshalb Wegpendler, die in den größeren Ortschaften der Umgebung ihrer Arbeit nachgehen.
Die Ortschaft liegt abseits der größeren Durchgangsachsen an einer Departementsstraße, die von Jussey nach Vauvillers führt. Weitere Straßenverbindungen bestehen mit Ormoy und Venisey.